# Tyczewo
Tyczewo (deutsch Tietzow) ist ein Dorf in der polnischen Woiwodschaft Westpommern. Es gehört zur Gemeinde Tychowo (Groß Tychow) im Powiat Białogardzki (Belgard).

## Geografische Lage
Tyczewo liegt 31 Kilometer südöstlich der Kreisstadt Białogard und neun Kilometer nordöstlich von Tychowo in einer waldreichen Niederung an der Chotla (Kautel), einem Nebenfluss der Radew (Radüe). Das Dorf ist über die Woiwodschaftsstraße 169 (Białogard – Byszyno (Boissin) – Tychowo – Głodowa (Goldbeck) – Bobolice (Bublitz)) im Abzweig Warnino (Warnin) erreichbar. Die nächste Bahnstation ist Tychowo an der Strecke Kołobrzeg (Kolberg) – Białogard – Szczecinek (Neustettin) – Piła (Schneidemühl) – Poznań (Posen). Zum Flugplatz Zegrze Pomorskie (Seeger) sind es 20 Kilometer über Świelino (Schwellin).

## Name
Der Ortsname Tyczewo/Tietzow soll sich vom Eibenbaum (lateinisch: Taxus baccata) ableiten.

## Ortsgeschichte
Tietzow war ein altes Lehen derer von Versen. Im Jahre 1798 wurde es von Georg Friedrich Carl von Belling gekauft. Danach war es im Besitz von Carl Wahrendorf und 1846 im Eigentum von Gerhard von Alten. 1918 übernahm es die Familie von Wrycz-Rekowsky, die das Gut bis 1945 bewirtschaftete.
Ende des 19. Jahrhunderts wurde Tietzow von einer Auswanderungswelle erfasst. So verließen im Jahre 1873 insgesamt 69 Personen das Dorf auf dem Weg nach Brasilien. In der Siedlung Brusque in der Provinz Santa Catarina fanden sie eine neue Heimat. Noch heute leben dort viele Nachfahren.
Im Jahre 1865 wurden in Tietzow 320 Einwohner bei 20 Wohnhäusern und 45 Wirtschaftsgebäuden gezählt. Die Einwohnerzahl ging bis 1939 auf 221 Personen in 21 Haushaltungen zurück. Die Gemeindefläche betrug 1931 insgesamt 1281,5 Hektar. Der letzte deutsche Gemeindebürgermeister war Ewald Jeske.
Tietzow bildete bis Kriegsende mit der Gemeinde Warnin (heute polnisch: Warnino) den Amts- und Standesamtsbezirk Warnin im Landkreis Belgard (Persante). Das Dorf gehörte zum Amtsgerichtsbereich Belgard, und die polizeilichen Belange regelte der Landjägermeister aus Groß Tychow (Tychowo).
Infolge des Krieges wurde Tietzow polnisch. Die ansässige Bevölkerung wurde vertrieben. Heute leben in Tyczewo etwa 50 Einwohner, die zur Gmina Tychowo im Powiat Białogardzki gehören.

## Kirche
Bis 1945 hatte Tietzow eine eigene Kirche und gehörte zum Kirchspiel Schwellin im Kirchenkreis Bublitz in der Kirchenprovinz Pommern der evangelischen Kirche der Altpreußischen Union. Das Kirchenpatronat lag bei der Rittergutsfamilie von Rekowsky.
Heute gehört Tyczewo zum Kirchspiel Koszalin (Köslin) in der Diözese Pommern-Großpolen der Evangelisch-Augsburgischen Kirche in Polen.

## Söhne und Töchter des Ortes
- Otto Kasimir von Versen (1705–1774), preußischer Generalmajor, Kommandeur des Dragonerregiments „Holstein“
- Ernst Ackermann (1875–1951), deutscher Beamter und Reichsbahndirektor